# Pleurospermum longicarpum
Pleurospermum longicarpum är en flockblommig växtart som beskrevs av R.H.Shan och Z.H.Pan. Pleurospermum longicarpum ingår i släktet piplokor, och familjen flockblommiga växter. Inga underarter finns listade i Catalogue of Life.